# Wargame: European Escalation
Wargame: European Escalation es un videojuego de táctica en tiempo real desarrollado por Eugen Systems y publicado por Focus Home Interactive el 23 de febrero de 2012. Trata de Europa durante la Guerra Fría, más concretamente en los años 1975 a 1985 con escenarios alternativos que retratan la guerra abierta entre la OTAN y el Pacto de Varsovia. Es el primero de los tres juegos de esta saga.

## Jugabilidad
Las facciones jugables de este juego son las firmantes del Pacto de Varsovia, que se subdivide en la Unión Soviética, Polonia comunista, Alemania Oriental y Checoslovaquia; y la OTAN, que se subdivide en los Estados Unidos de América, Reino Unido, Francia y Alemania Occidental. Los jugadores pueden elegir diferentes unidades militares de las cuatro subfacciones del lado que están jugando. En total, hay 361 unidades históricas recreadas en este juego.
Cada país tiene su propio arsenal de unidades que refleja su doctrina militar.

## Modo individual
El modo individual se divide en cuatro campañas individuales llamadas "Operaciones", dos para cada facción. Son escenarios no relacionados entre sí y crónicas basadas en sucesos reales que estuvieron a punto de provocar una guerra abierta entre los dos bloques.

## Expansiones
Actualmente hay 4 expansiones gratuitas:
- New Battlefields.
- Conquest.
- Commander.
- Fatal Error.

## Críticas
Wargame: European Escalation ha recibido en general críticas muy positivas, obteniendo una puntuación en metacritic de un 81%.

## Secuelas
El 10 de agosto de 2012, una secuela, Wargame: AirLand Battle, se anunció con un lanzamiento previsto en la primavera de 2013. Al igual que su predecesor, que se encuentra en el período de la Guerra Fría de 1975 a 1985, pero se centra en la guerra del pacto OTAN-Varsovia en el norte de Europa, especialmente en los países escandinavos en adición de la fuerza aérea del jugador.
Wargame: Red Dragon fue anunciado en 2013 y puesto a la venta en abril de 2014. Este posee un gran innovación y es que incluye unidades de 1990 e introduce fuerzas navales y anfibias.